# Chapelle Notre-Dame-des-Sept-Douleurs de Domessin
La chapelle Notre-Dame-des-Sept-Douleurs ou chapelle de Domessin est une chapelle située à Domessin, dans le département française de la Savoie.

## Histoire
Le site était occupé par un ancien château, puis par une léproserie au XIIe siècle. Il y avait une chapelle appelée Notre-Dame de la Maladière. Les constructions sont tombées en délabrement ensuite.
Au XIXe siècle, l'archevêché et le marquis de Corbeau de Vaulserre, seigneur du lieu, ont décidé la construction d'une nouvelle église au centre du village et la reconstruction de la chapelle actuelle sur le site de l'ancien château à proximité de l'ancien cimetière. 
La chapelle est restée un lieu de pèlerinage, elle a été restaurée en 1986.

## Galerie

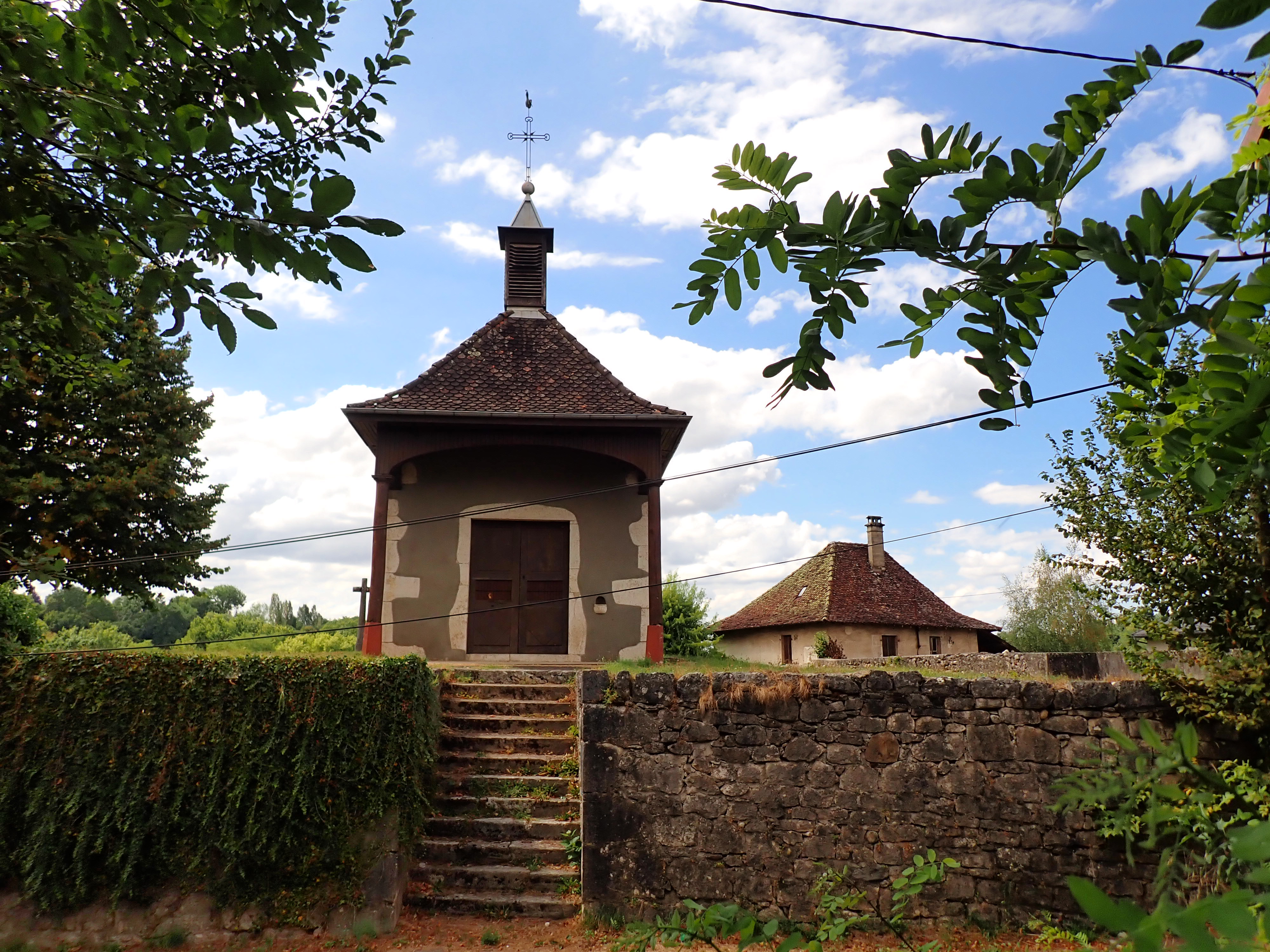
Façade orientée coté est
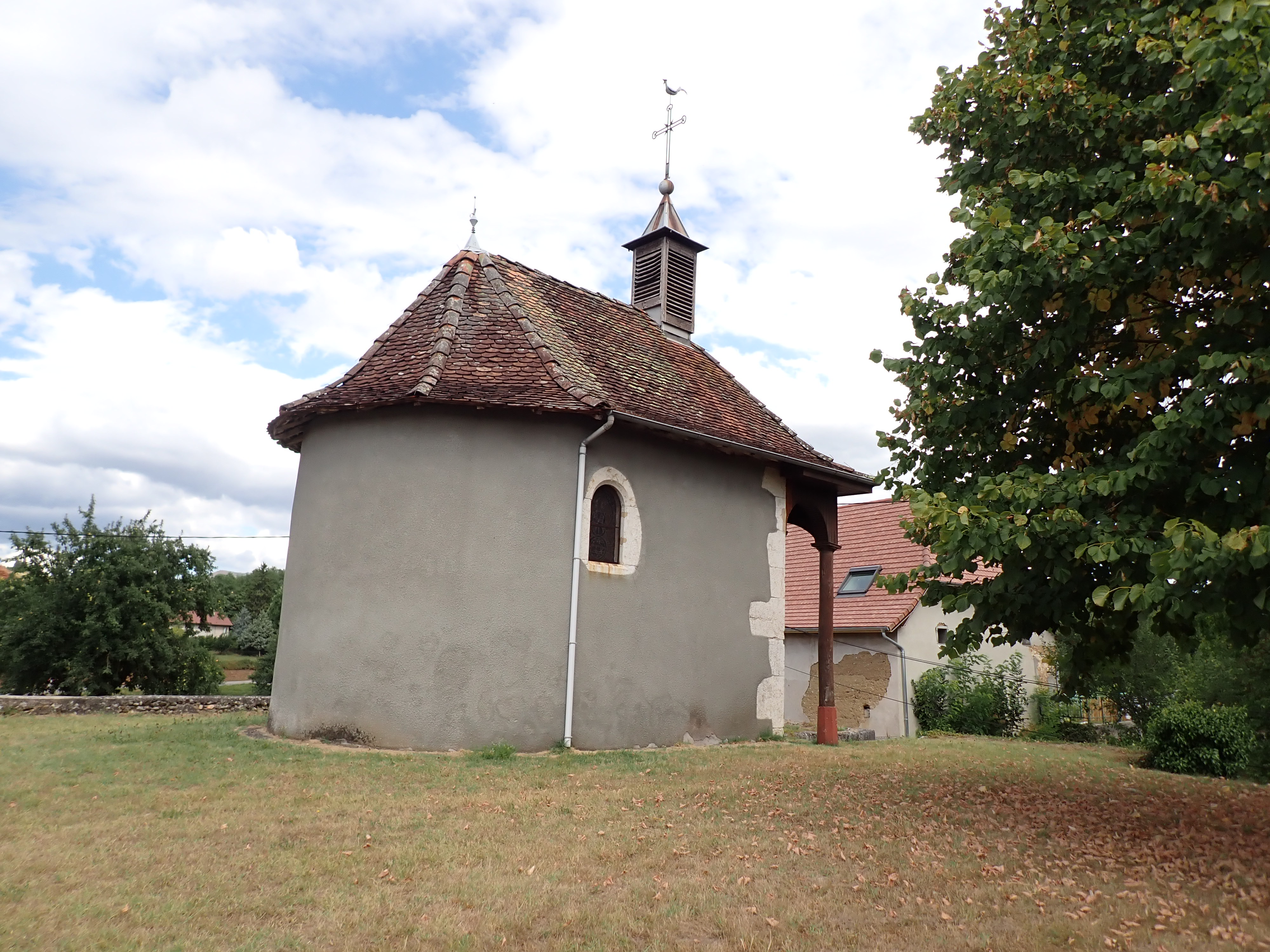
Abside orientée à l'ouest
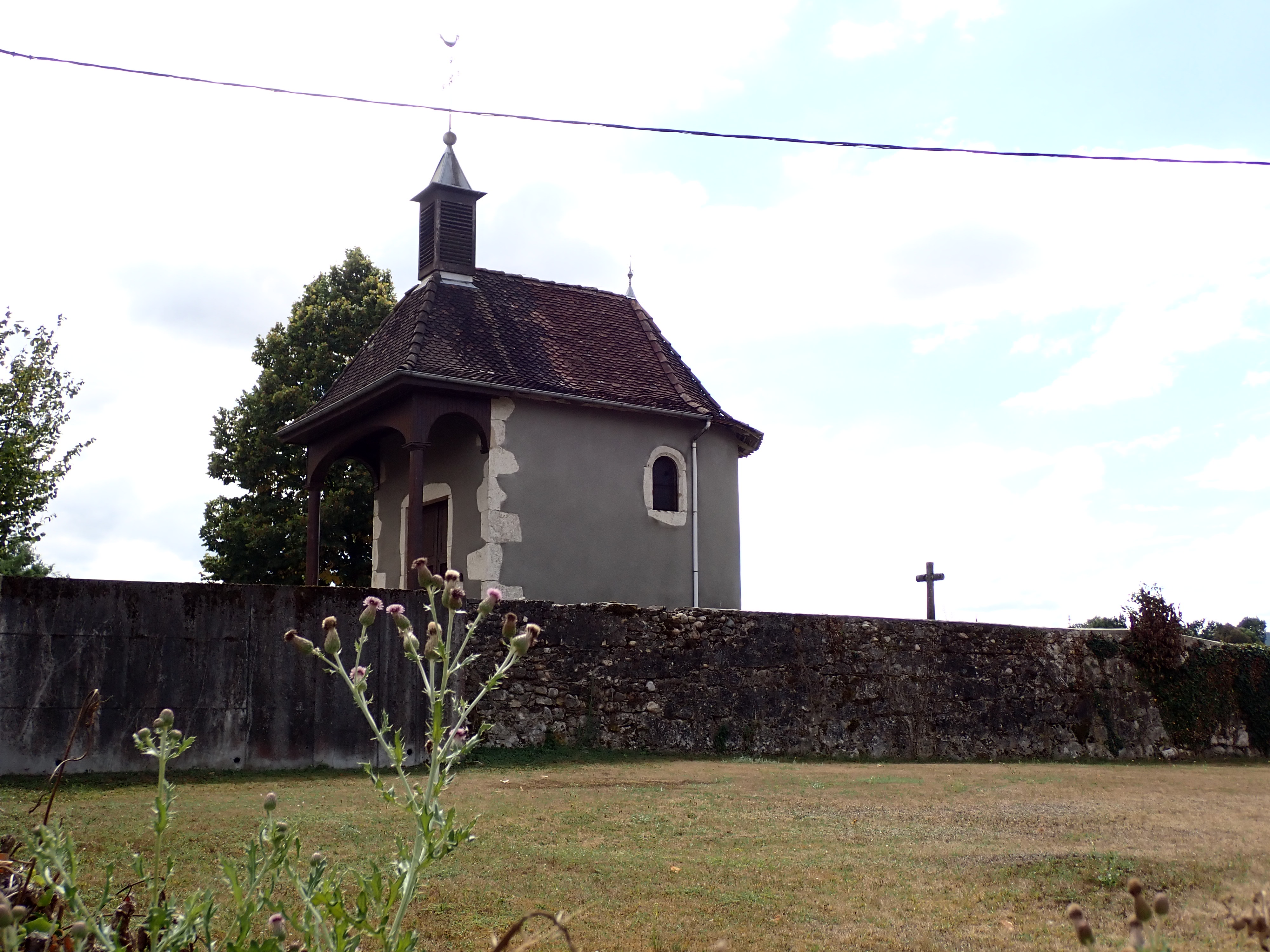
Vue coté nord
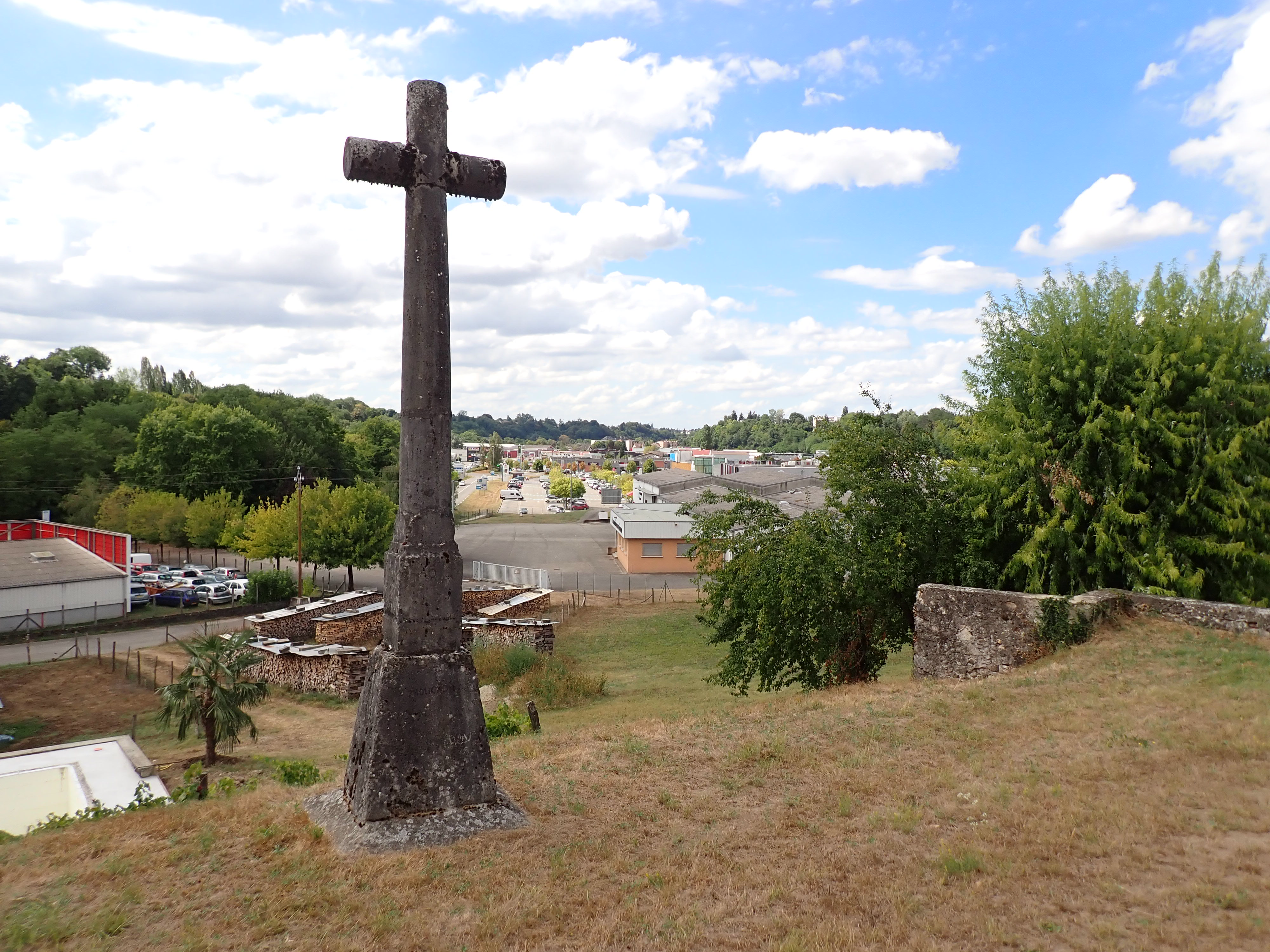
Le site domine la zone commerciale de Pont-de-Beauvoisin